# Dziadek (Łączki Kobylańskie)

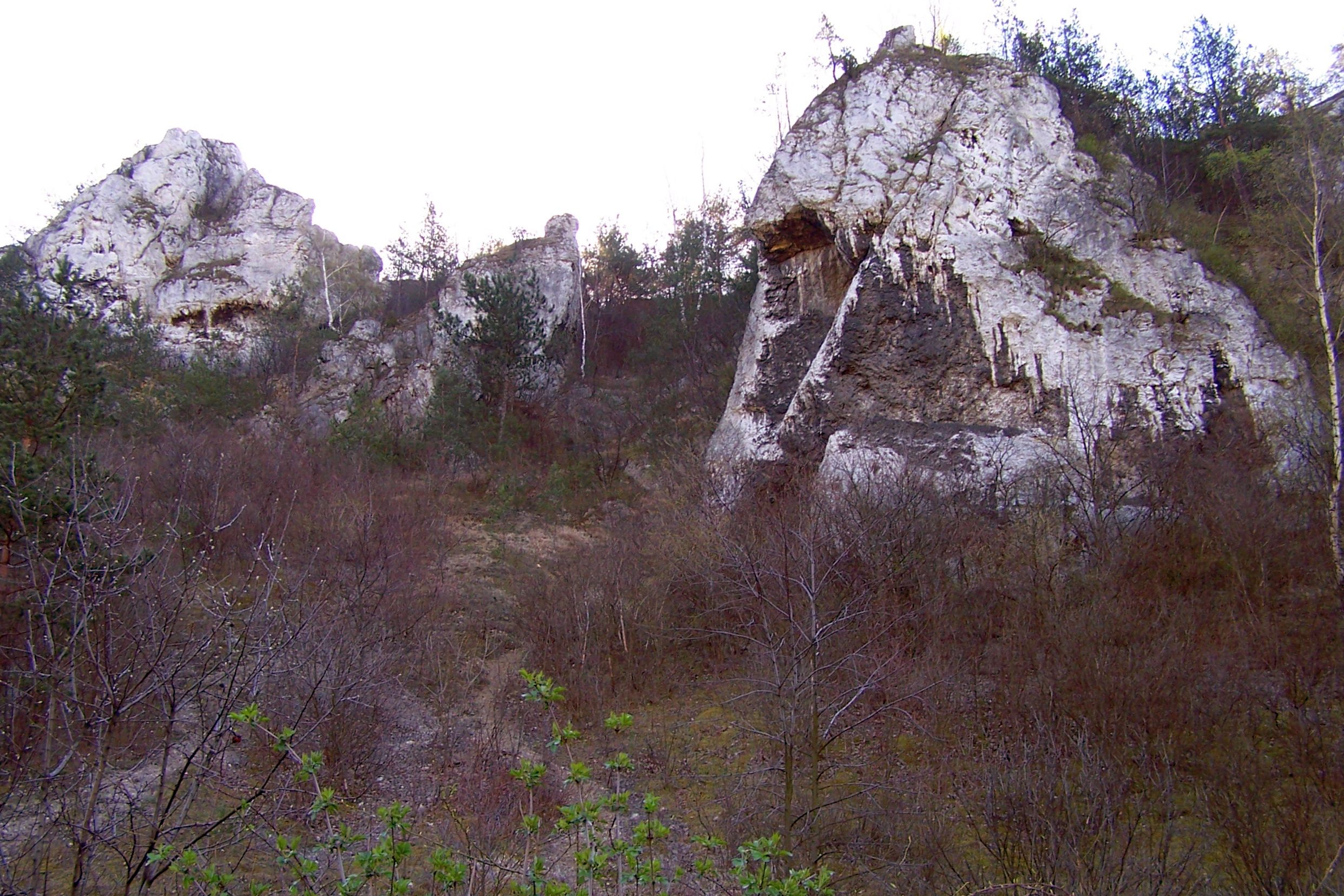
Szeroki Mur (po lewej) i Dziadek (po prawej)

Dziadek – skała w Łączkach Kobylańskich, we wsi Kobylany, w gminie Zabierzów, w powiecie krakowskim, w województwie małopolskim. Znajduje się na północno-zachodnich bardzo stromych stokach wzniesienia Żarnowa. Stoki te tworzą orograficznie lewe ograniczenie najniższej części Doliny Będkowskiej/ Jest to obszar Wyżyny Olkuskiej wchodzącej w skład Wyżyny Krakowsko-Częstochowskiej.
Dziadek zbudowany jest z późnojurajskich wapieni skalistych. Od zachodniej, północno-zachodniej i zachodniej stromy jego ściany są prawie pionowe, od wschodniej przechodzi w płaską wierzchowinę. Znajduje się w krzaczastych zaroślach, ale jest częściowo widoczna z drogi z Brzezinki do Łączek Kobylańskich. Wznosi się powyżej drewnianej wiaty i tablic ścieżki edukacyjnej zamontowanych po prawej stronie tej drogi. Jedna z tych tablic opisuje wspinaczkę skalną w Dolinie Będkowskiej. Skała Dziadek jednak nie zainteresowała wspinaczy.
Dziadek jest środkową z trzech wybitnych skał na Żarnowej. Tuż po jego południowo-zachodniej stronie jest skała Babka, a nieco dalej na północny wschód jest Szeroki Mur.